# Галерея Сабауда
Галерея Сабауда або Савойська галерея (італ. Galleria Sabauda) — музей образотворчих мистецтв в місті Турин, Італія.

## Історія збірок
Галерея Сабауда складалась поступово. В її основі мистецька збірка Євгена Савойського, котра перейшла по смерті останнього у майно його двоюрідного брата, короля Сардинії. Збірки братів приєднали до картин Королівського палацу в міст Турин. 1824 року в місті Генуя придбали картинну галерею палацу Дураццо, котру приєднали до збірок в Турині.
Датою заснування галереї вважають 1832 рік, коли Карло Альберто, герцог Савойський і король Сардинії, віддав у галерею триста шістдесят п'ять (365) картин власної збірки.
Перша спроба каталогізації збірки творів мистецтва належить 1631 року. Тоді це ще не був каталог в сучасному розумінні слова, бо це був інвентар. Інвентар 1631 року створення збережений і демонструється в галереї. Новий каталог збірки був створений 1923 року . 1959 року відбулась перша реконструкція збірки, а нова — у 1970-х рр.

## Відсутність власного приміщення

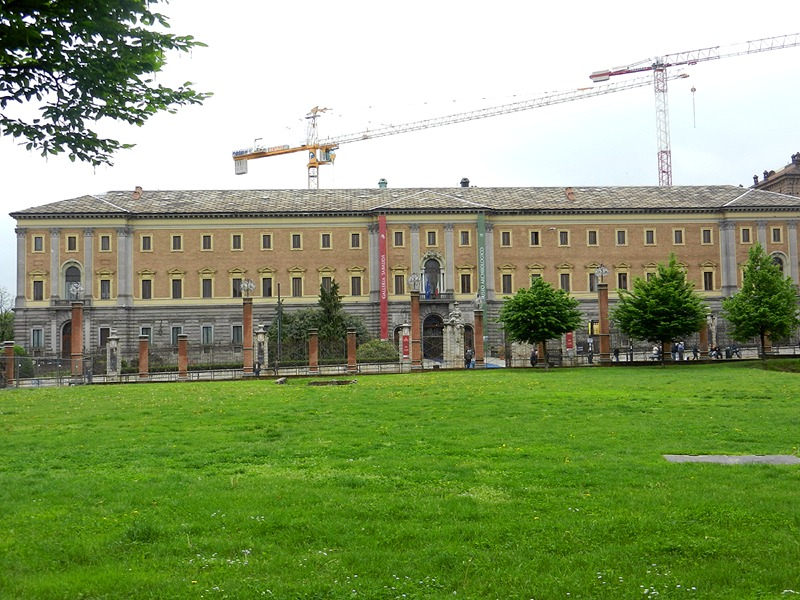
Галерея Сабауда (колишній Королівський палац в Турині)

1832 року новий художній музей в місті розмістили в туринському палаццо Мадама, де відкрили для відвідин. Облаштуванням картинної галереї первісно опікувались брати Роберто і Массімо д'Адзельйо. Через тридцять три роки палаццо Мадама віддали під Національний сенат. Картинну галерею та Єгипетський музей перевели 1865 року у  колишнє приміщення Академії наук. Це була споруда палацового типу 1679 року. Її вибудували за проектом архітектора Гваріно Гваріні.
2012 року колишній Королівський палац пройшов через реконструкцію і пристосування під музейні потреби. Сюди перевели Галерею Сабауда, бо Королівський палац має широку популярність як важливий туристичний центр міста Турин. Нове крило відкрили для відвідин у грудні 2014 року.

## Обрані твори (скульптура)

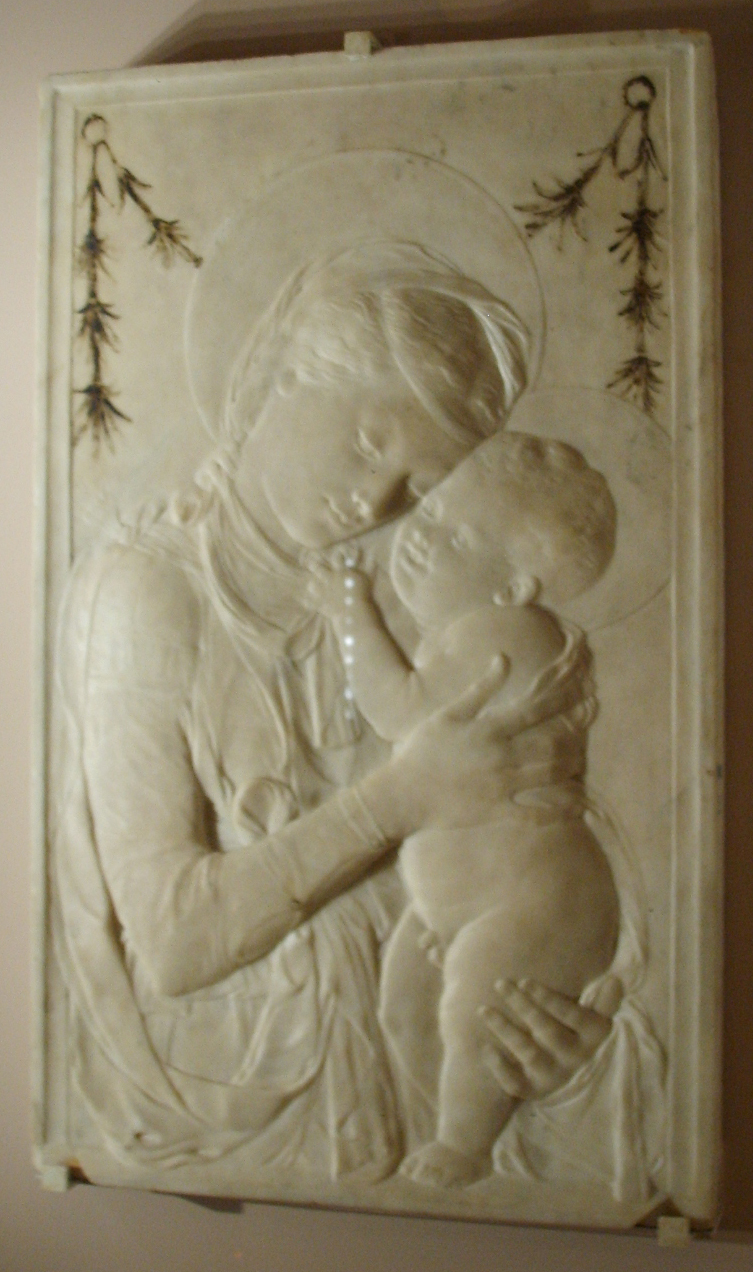
Дезідеріо да Сеттіньяно. «Мадонна з немовлям», бл. 1450 року.

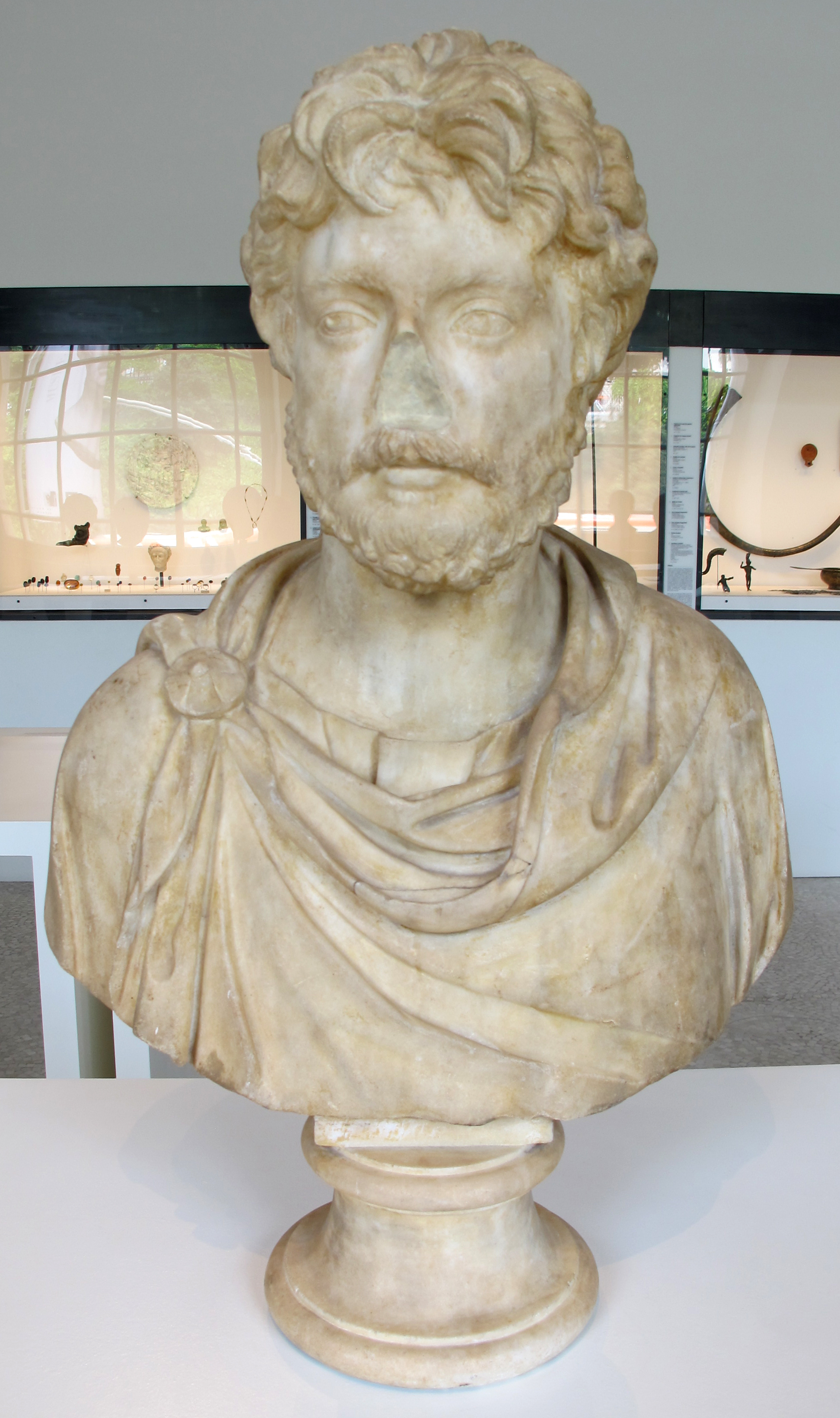
Люцій Вер. Женевський музей мистецтва і історії

Скульптура в збірці має невеликі розміри і переважно має характер випадково набраних речей. Серед них - поодинокі твори майстрів відродження, античні скульптури тощо.
У розділі античних скульптур звертає уваги погруддя римського імператора Люція Вера (130—169 рр. н. е.)  Він був співправителем імператора Марка Аврелія і запам'ятався як гордовита і декоративна фігура. В Римі бував недовго, перебував переважно з військом у провінціях. Помер рано. Його досить часто портретували, тому відомо декілька його портретних зображень, знайдених переважно у провінціях. Зараз уламки мармурових зберігаються у різних музеях — Лувр (Франція),  Альбертінум (Дрезден, Німеччина), у Швейцарії (Женевський музей мистецтва і історії ) тощо. Офіційні портрети імператора Люція Вера були виконані як у мармурі, так і в коштовних металах. Два з останніх випадково збереглися. Один із золота заввишки тридцять три (33) сантиметри і був знайдений 1939 року у містечку Аванш, Швейцарія.
Туринське погруддя імператора Люція Вера знайдене раніше, 1928 року, і знайдене під час розкопок в Італії в містечку Маренга. Погруддя у натуральний розмір виконане зі срібла, саме його і передали до Галереї Сабауда. Портретні погруддя з бронзи зустрічались і раніше. Погруддя Люція Вера було серед перших витворів мистецтва з коштовних металів, котрі використані для твору монументального характеру в Римі і котре малоушкодженим дійшло до 20 століття.

## Обрані твори  (живопис майстрів північних країн)

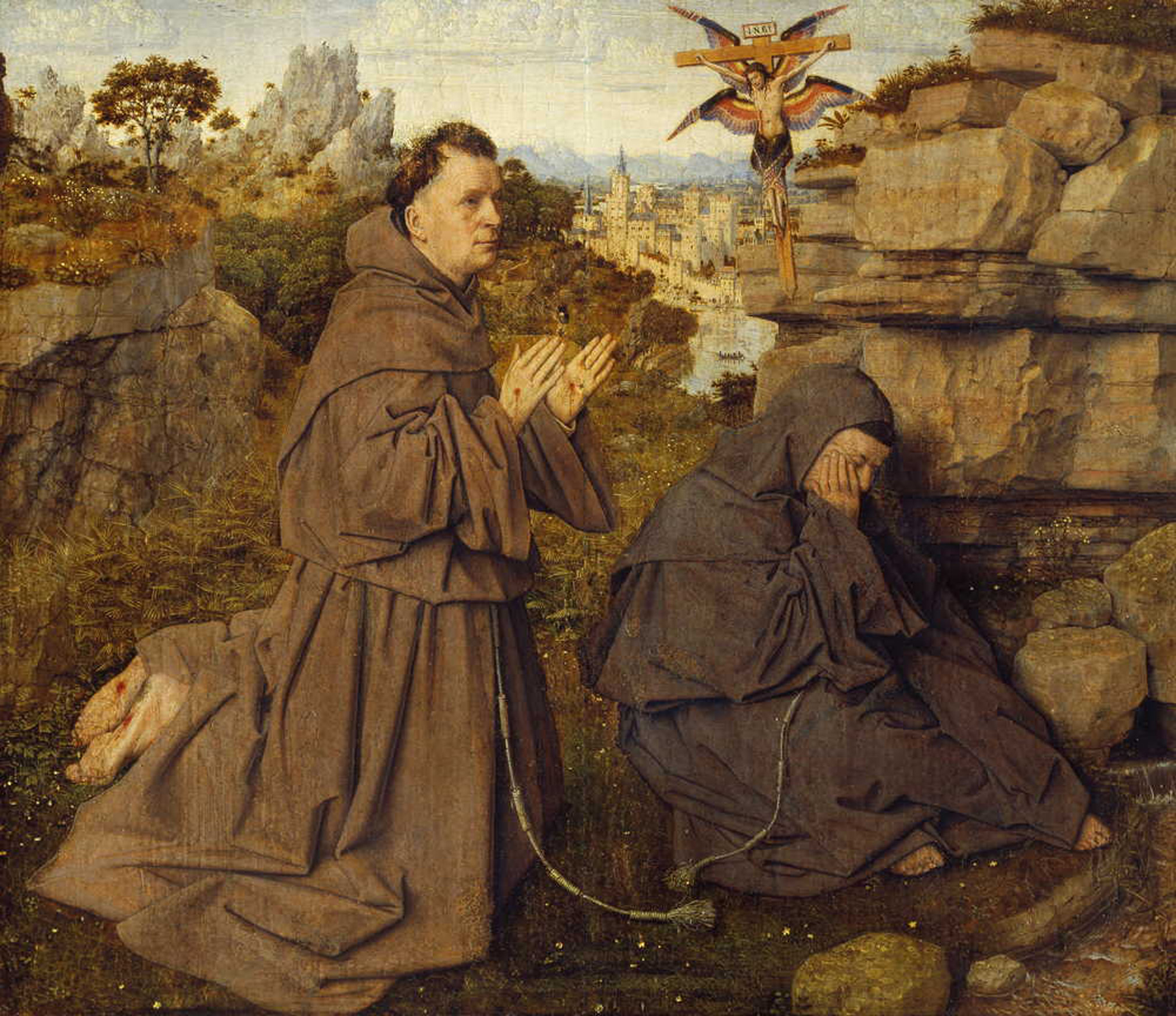
Ян ван Ейк. «Стігмати Франциска Ассізького», бл. 1432 р.

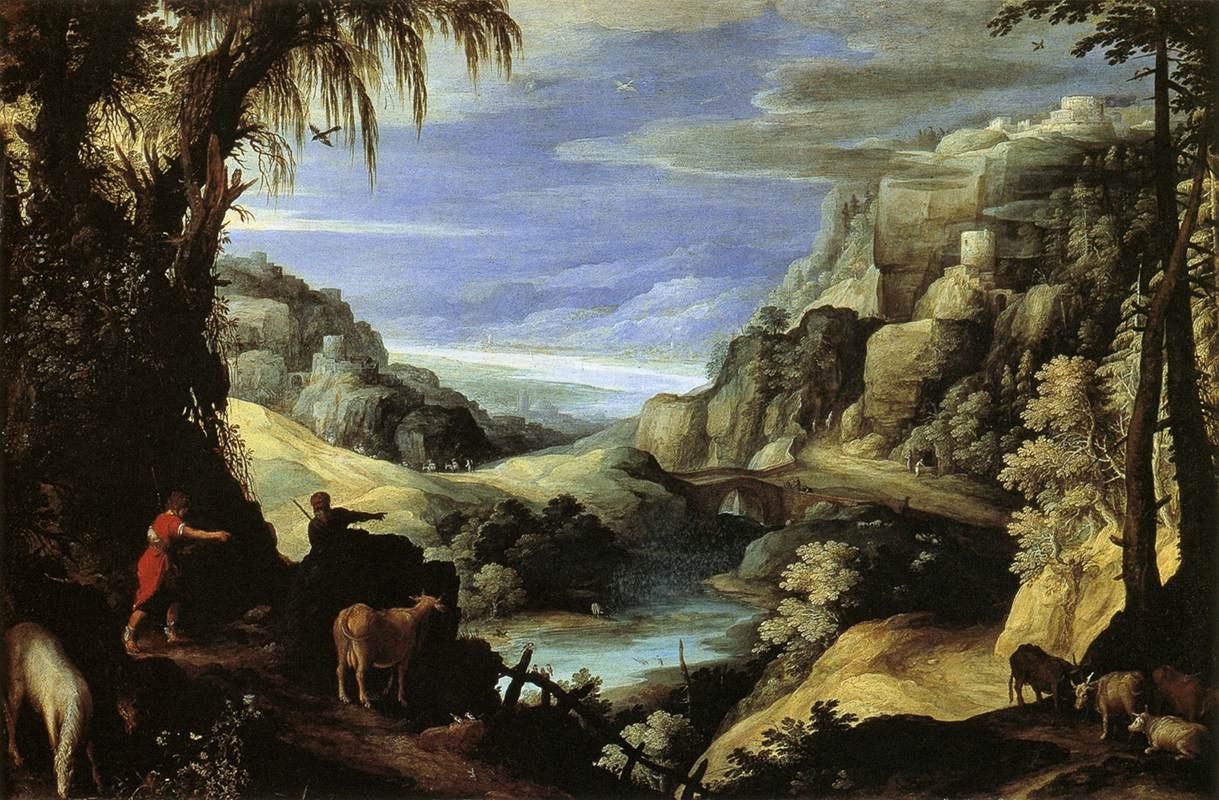
Пауль Бріль. «Пейзаж з Меркурієм і Аргусом», 1606 р.

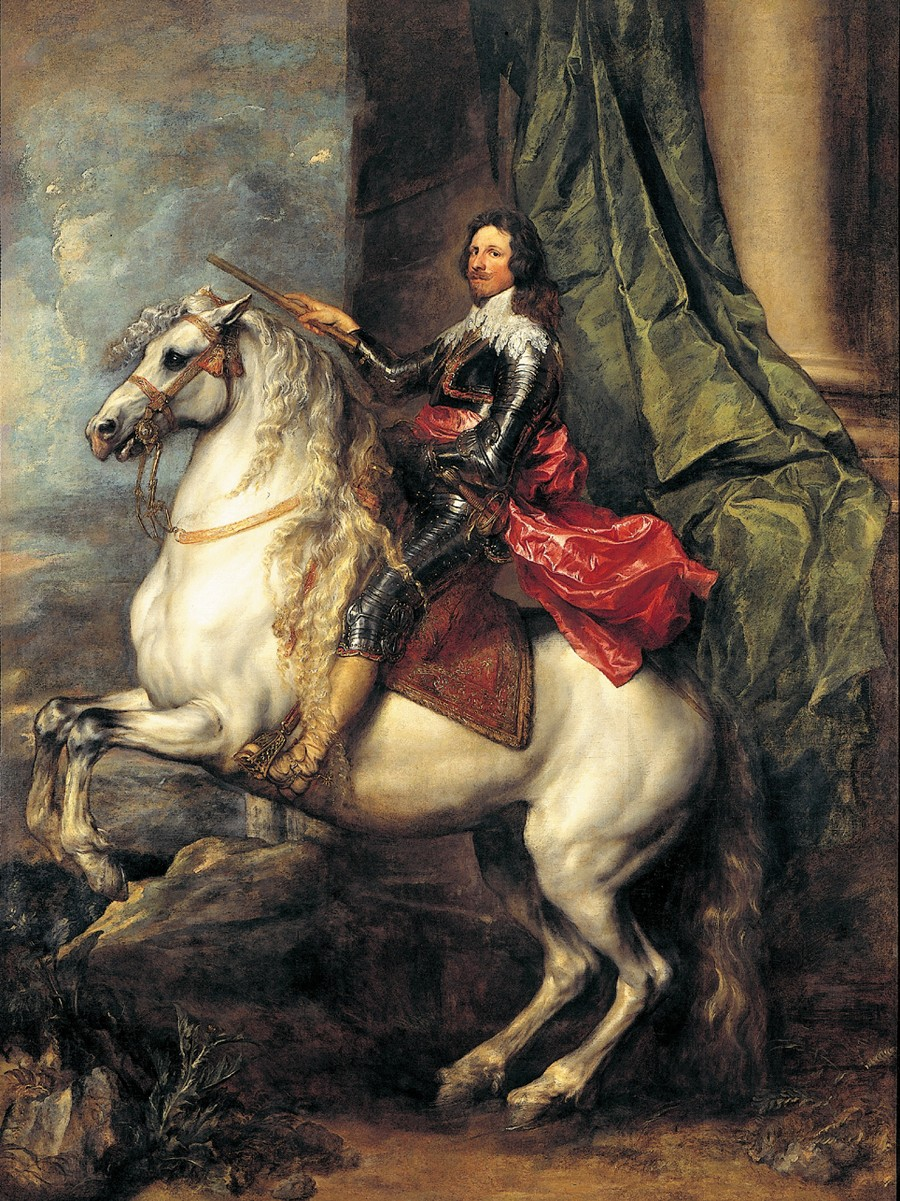
Антоніс ван Дейк. Принц Томазо Савойський, кінний портрет, бл. 1635 р. Галерея Сабауда, Турин.

Збірка живопису майстрів північних країн невелика і не має систематичного характеру. Ця обставина обумовлена тим, що картини савойської династії неодноразово міняли володарів і навіть вивозились у інші країни.
Серед митців північних країн, репрезентованих у галереї — Рогір ван дер Вейден, Ян ван Ейк, Ганс Мемлінг, Пауль Бріль, Антоніс ван Дейк, Рембрандт, Корнеліс де Вос, Ніколя Пуссен, Пітер Брейгель молодший, Елізабет Віже-Лебрен.

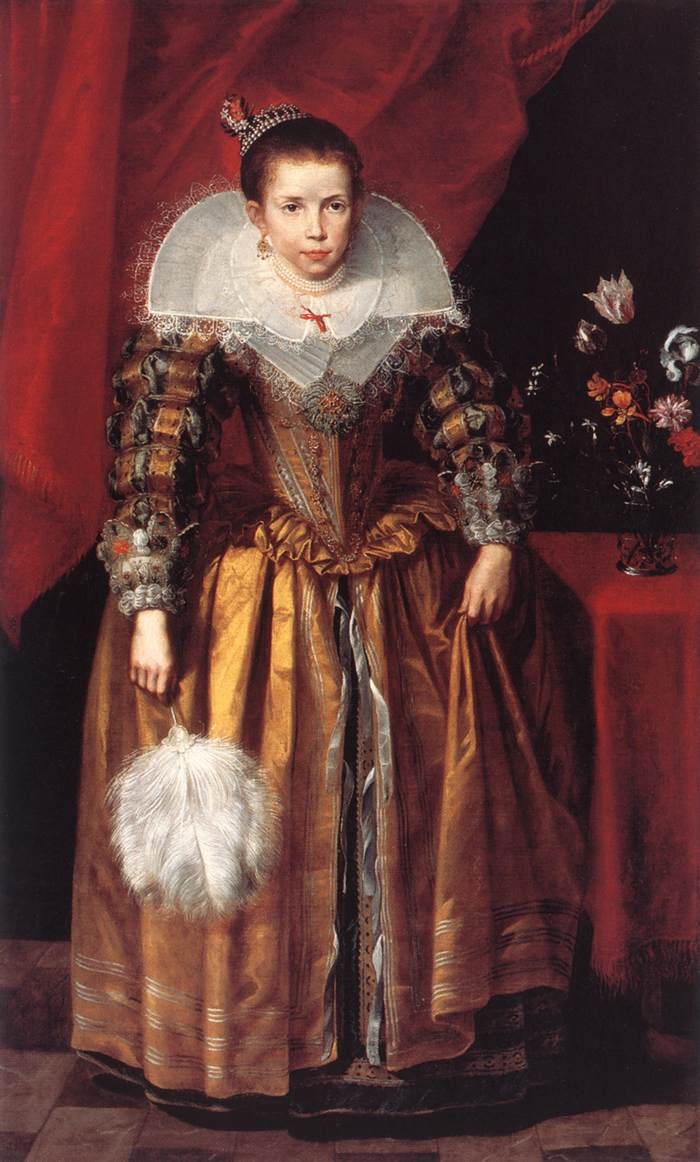
Корнеліс де Вос. «Портрет десятирічної дівчини зі шляхетної родини»
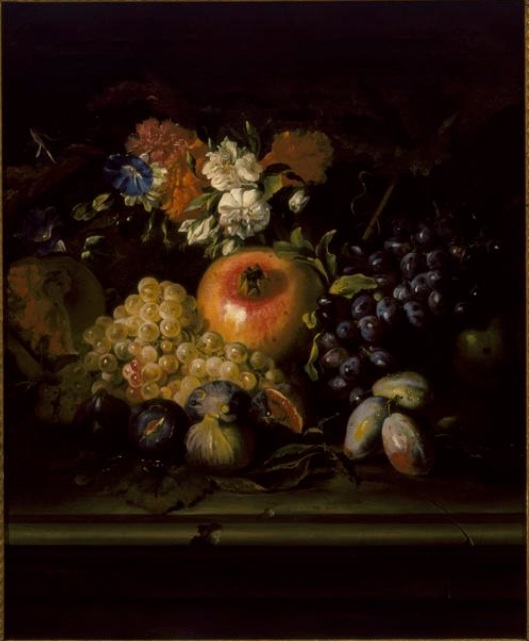
Абрахам Брейгель. «Гранат, інжир, виноград і квіти »
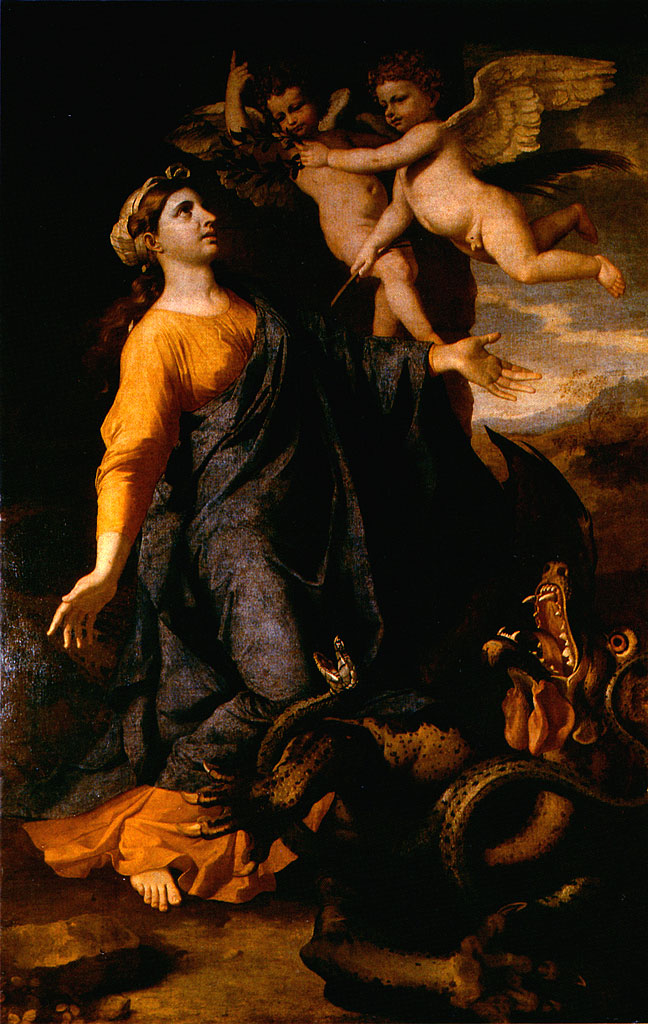
Ніколя Пуссен. «Св. Маргарита»
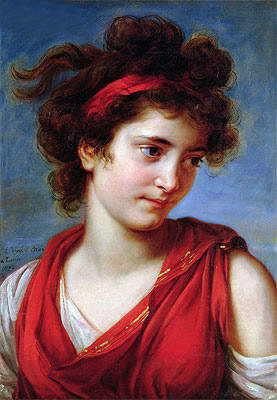
Елізабет Віже-Лебрен. «Маргеріта Портораті», 1792 р.

## Обрані твори  (живопис майстрів Італії)

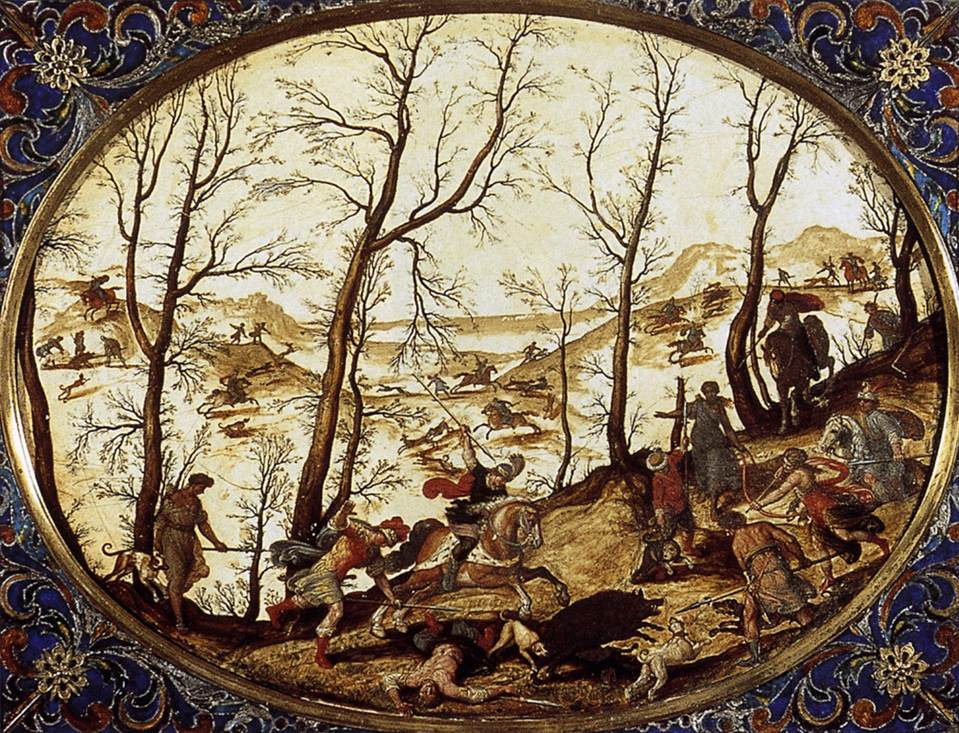
Антоніо Темпеста. «Смерть Адоніса на полюванні», 1593 р.

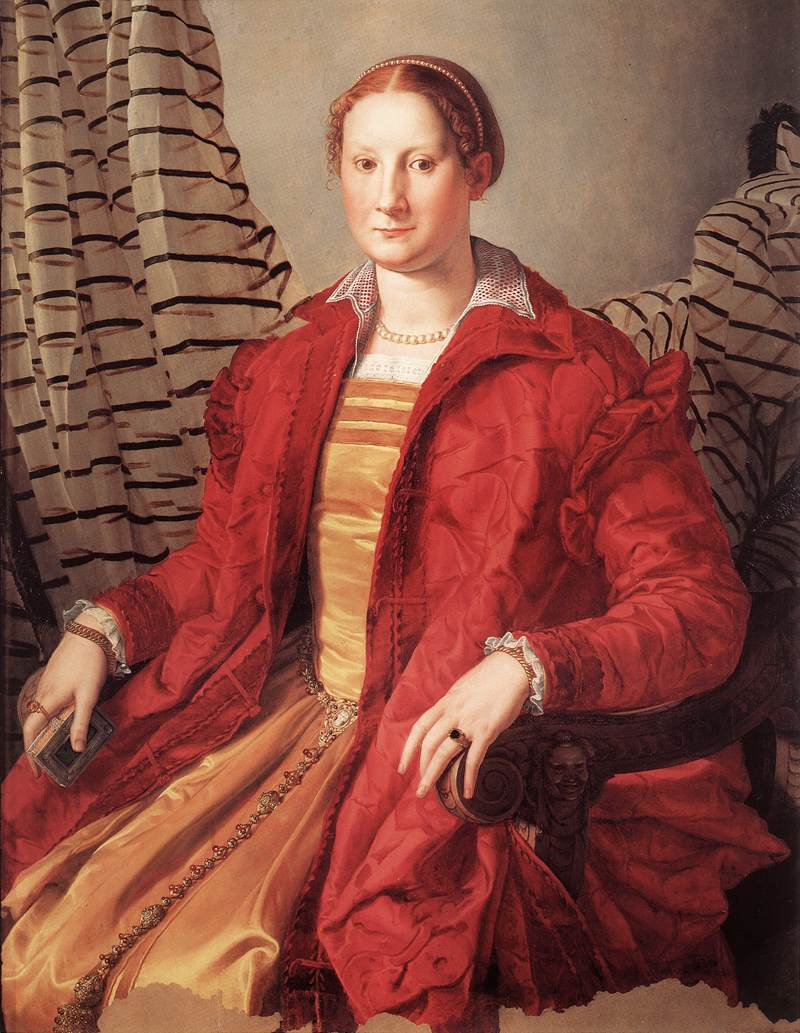
Бронзіно. «Портрет шляхетної пані в червоному», бл. 1550 р.

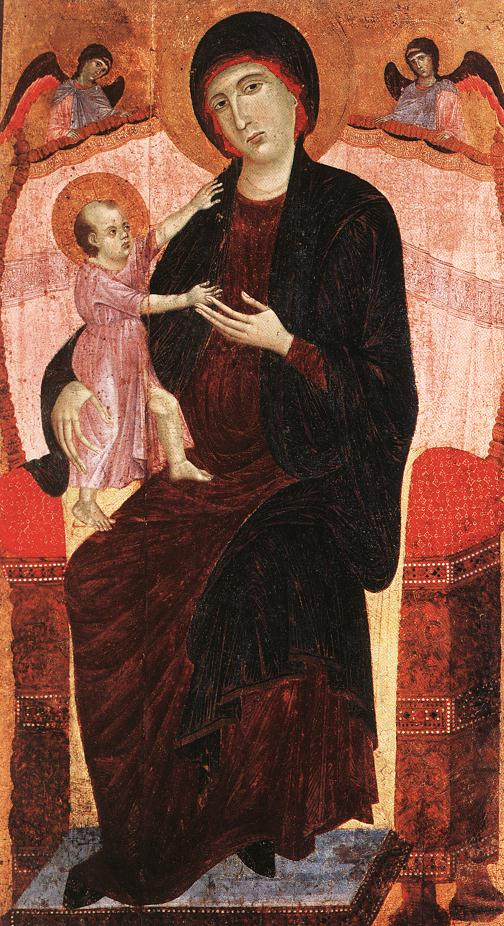
Дуччо ді Буонінсенья. «Мадонна Гваліно», бл. 1285 р.
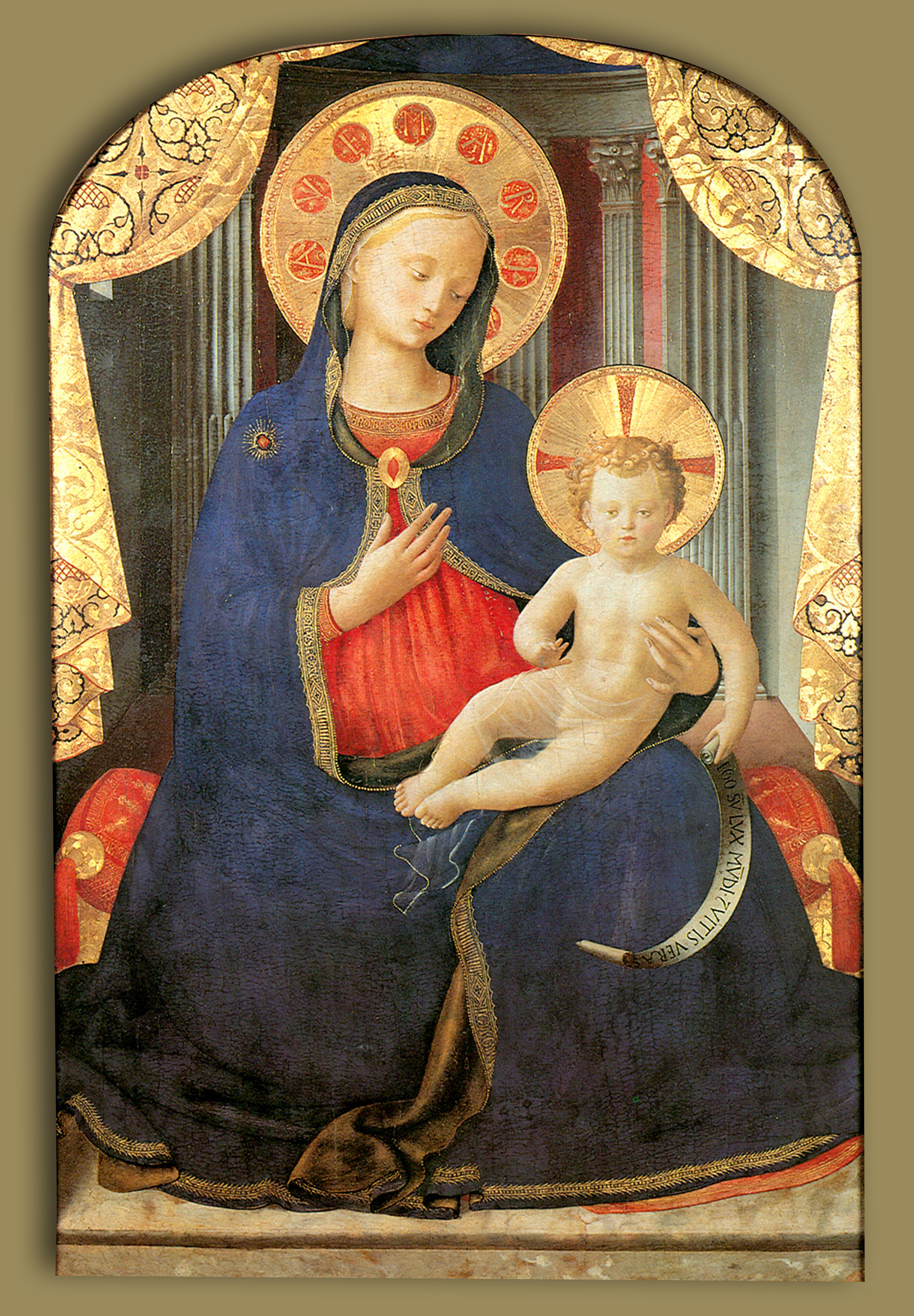
Фра Анджеліко. «Мадонна з немовлям» , бл. 1430 р.
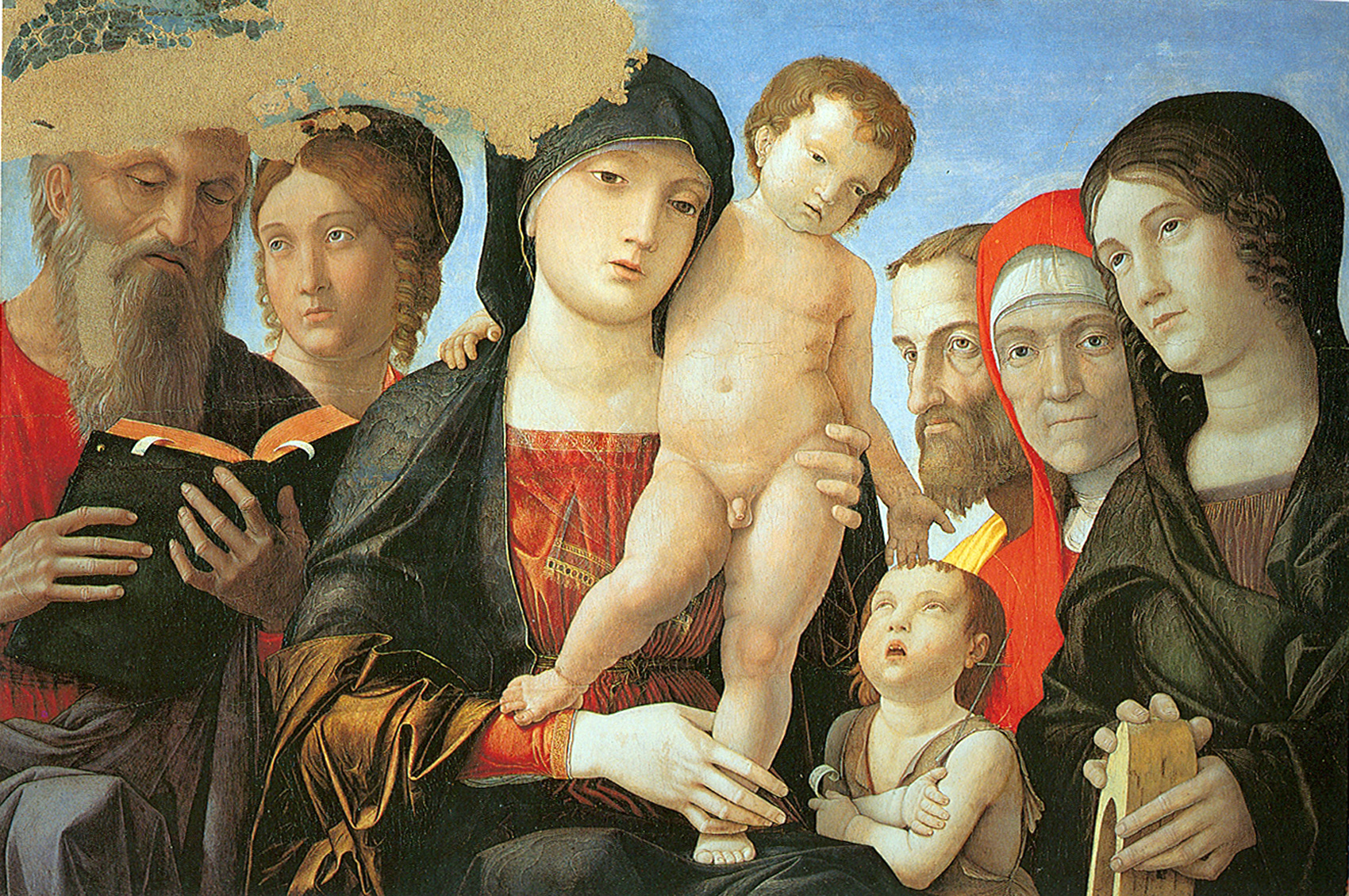
Андреа Мантенья. «Мадонна з немовлям і п'ятьма святими», бл. 1500 року.
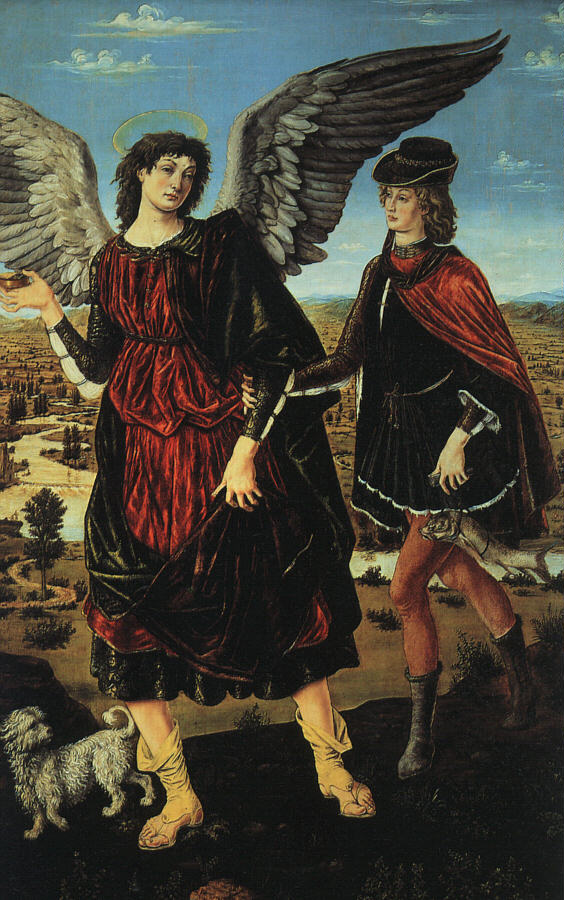
Антоніо дель Полайоло. «Товія і янгол», 1460 р.
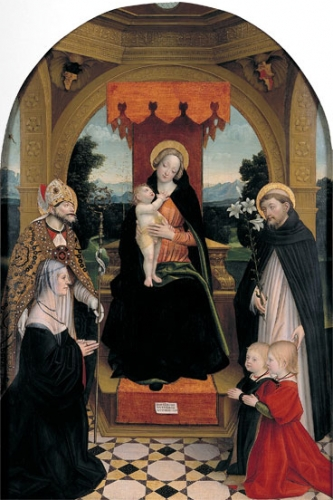
Джироламо Джовеноне. «Вівтар Буронцо», 1515 р.
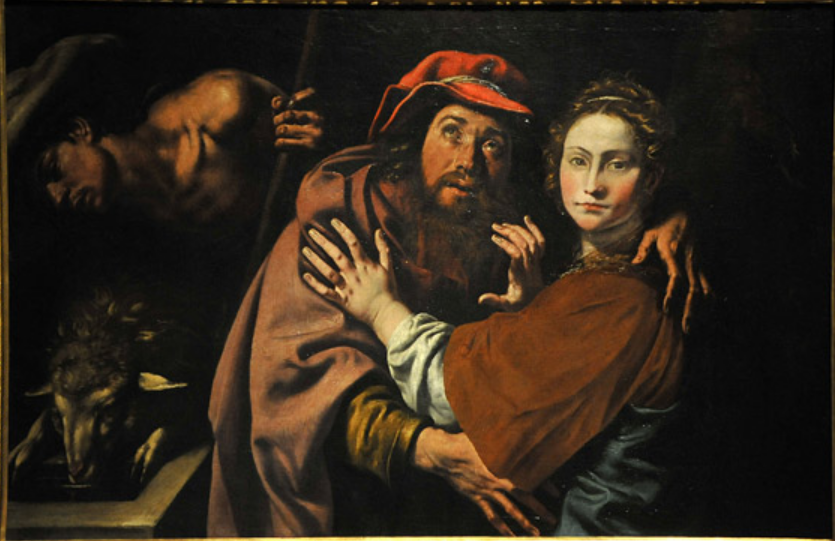
Танціо да Варалло, «Яків і Ревекка біля колодязя», бл. 1625 р., галерея Сабауда.
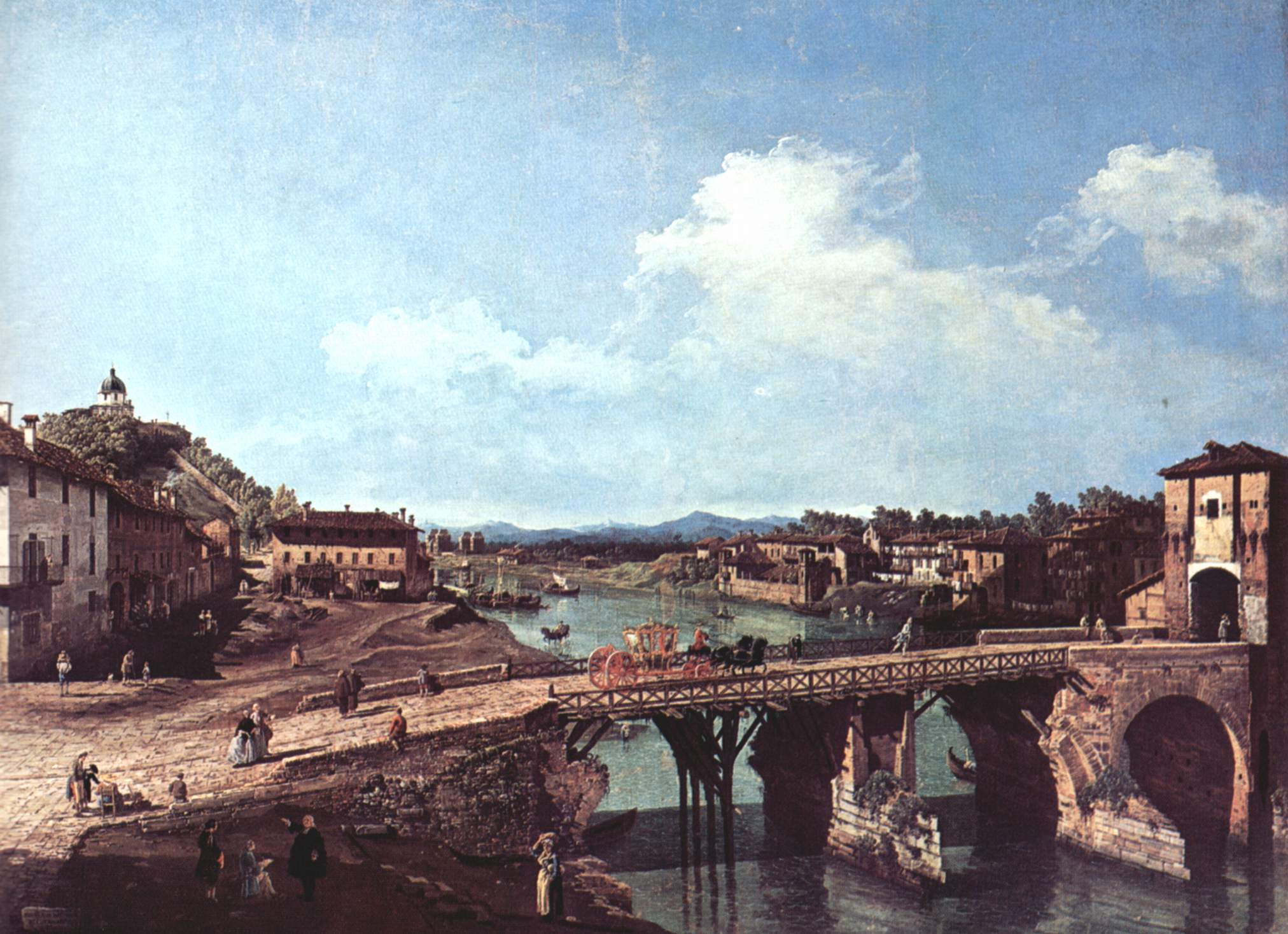
Бернардо Белотто. «Турин, античний міст через річку По», 1745 р.
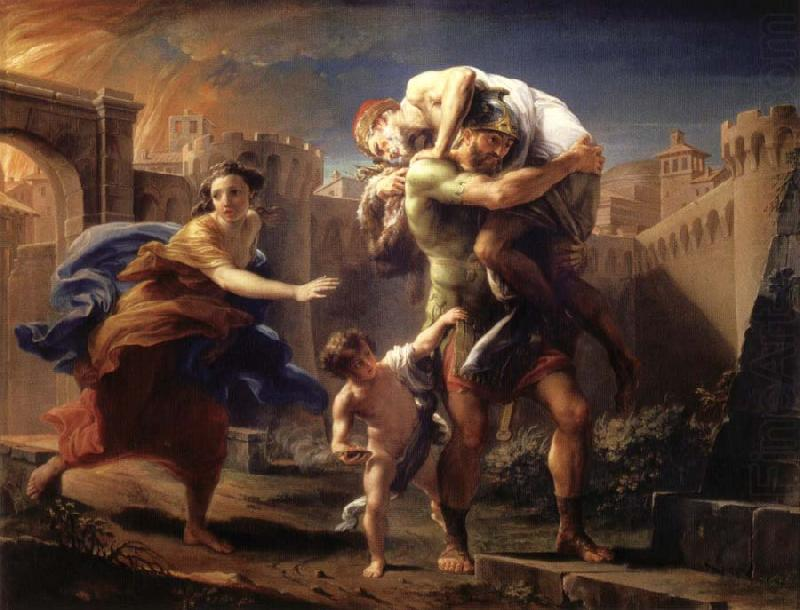
Помпео Батоні. «Еней залишає запалену Трою», бл. 1750 р.
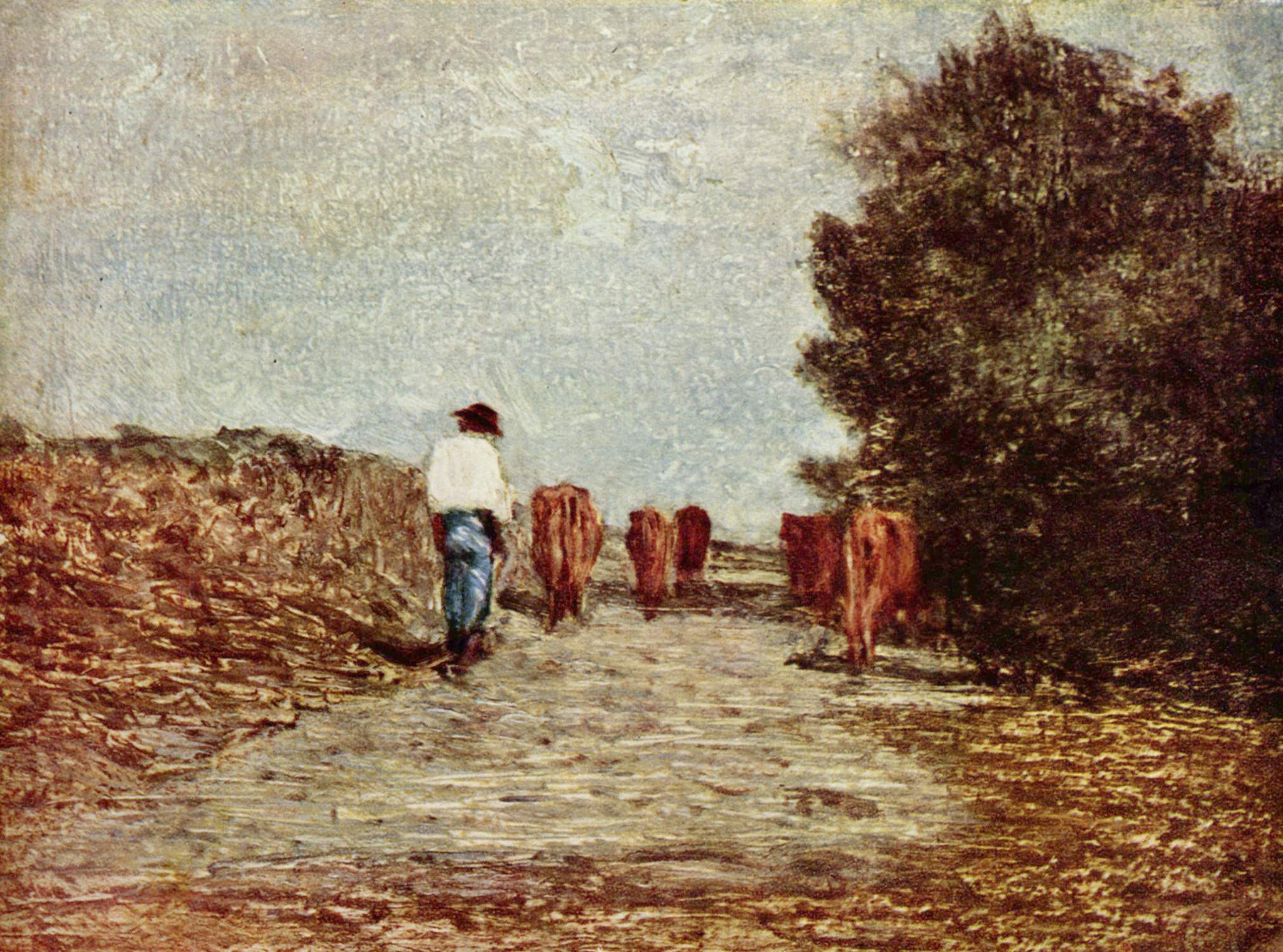
Антоніо Фонтанезі. «Пастух»

## Портрети, пов'язані з королівськими родинами

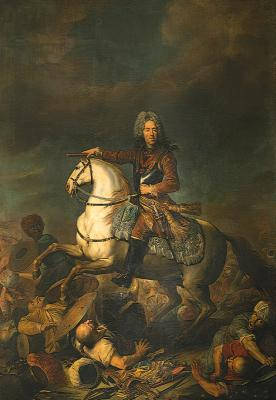
Якоб ван Шуппен. «Євген Савойський, переможець турецького війська», початок 18 ст. (?)

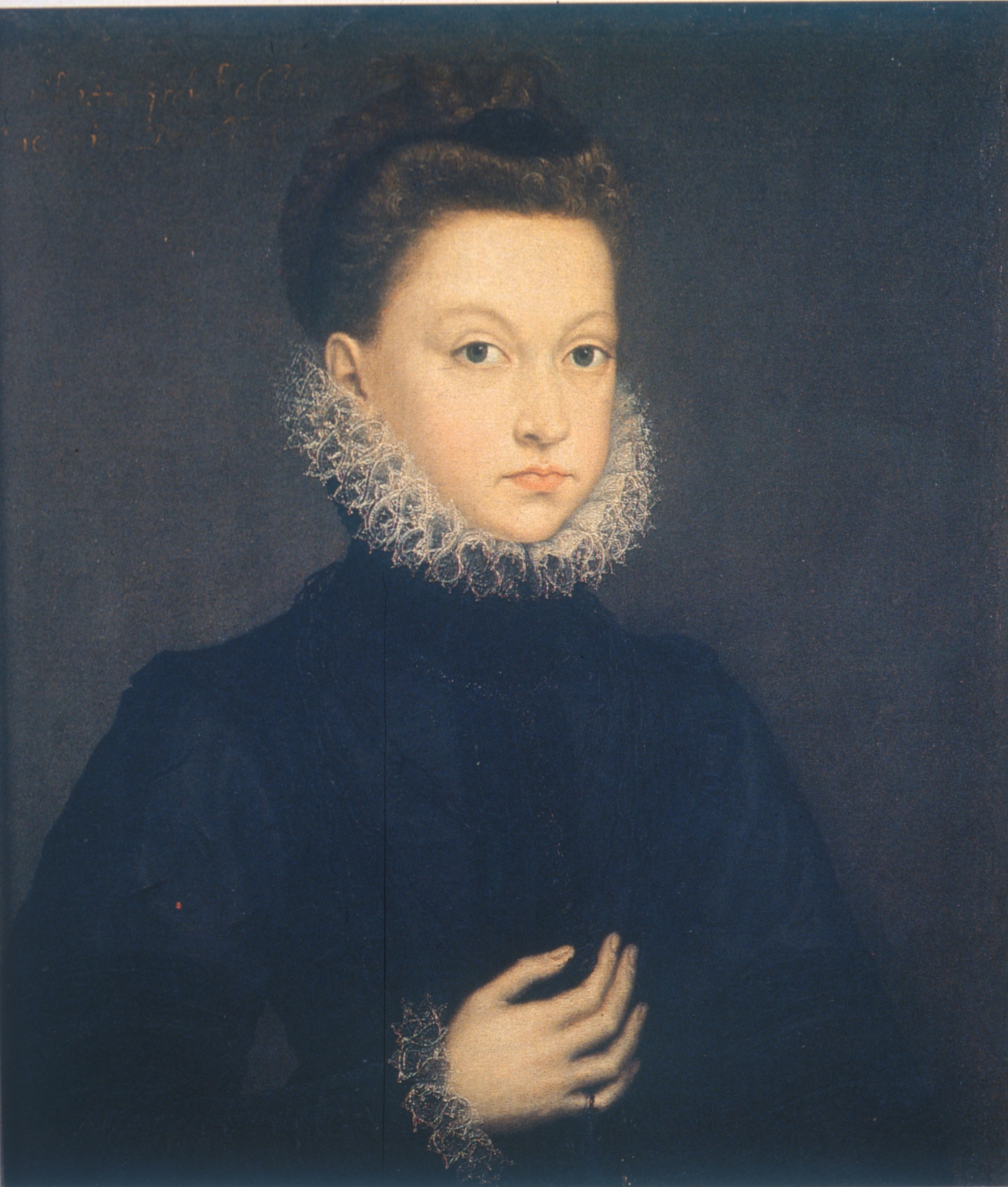
Софонісба Ангіссола, «Принцеса Ізабелла Клара Еухенія», 1573 р.
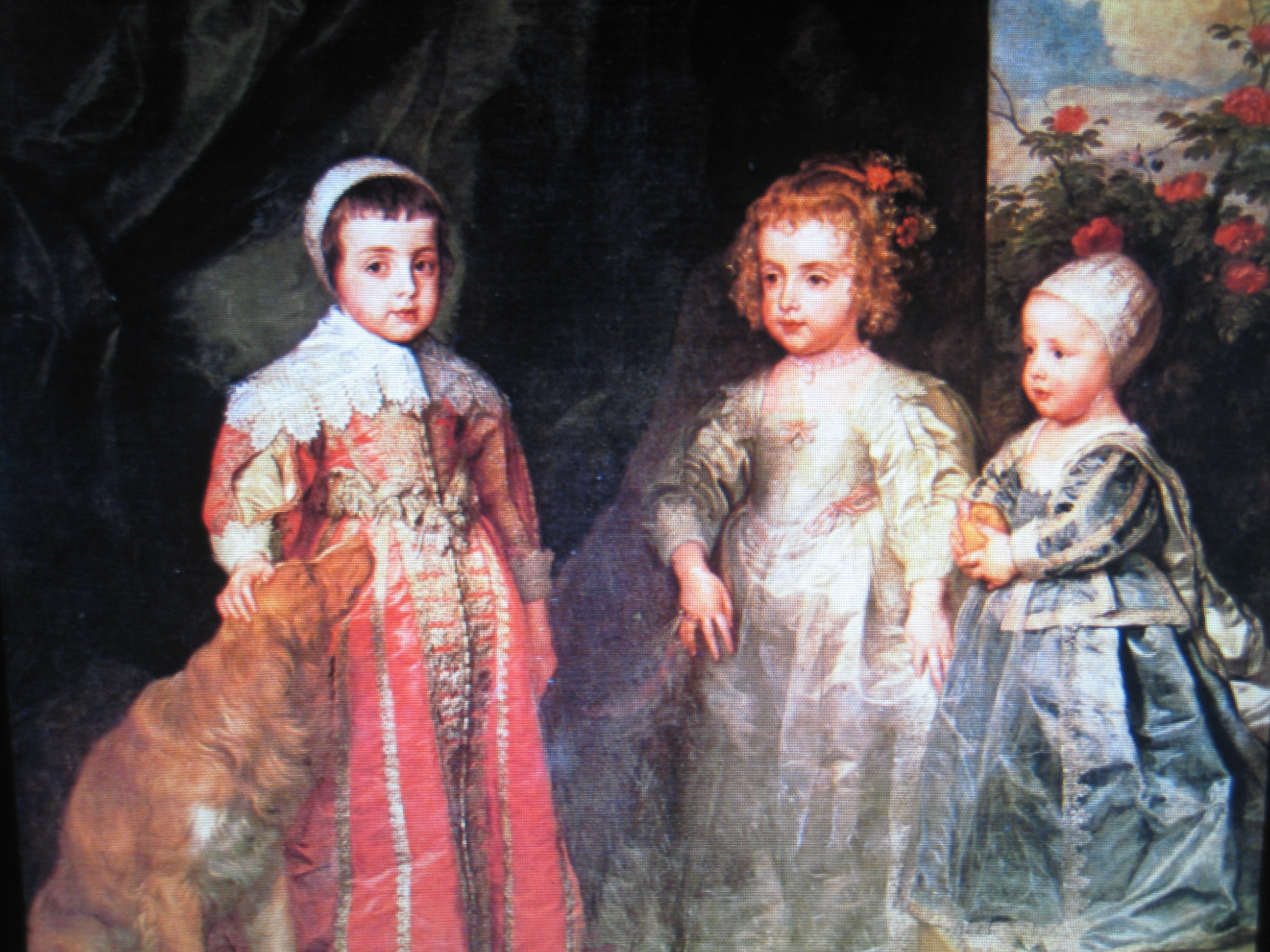
Антоніс ван Дейк. «Тріця старших дітей короля Англії Карла І»
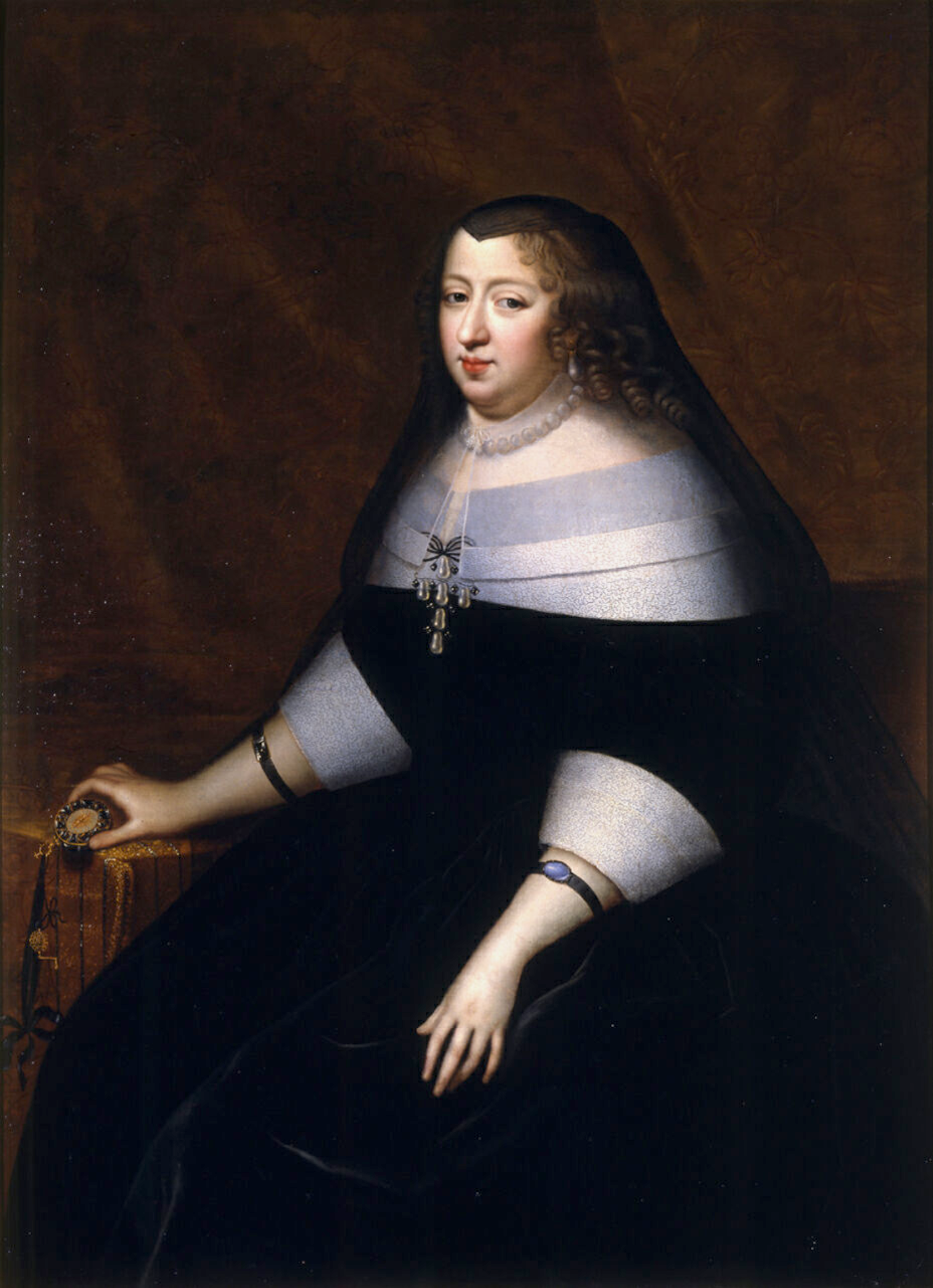
«Анна Австрійська в траурному вбранні», бл. 1660 р.
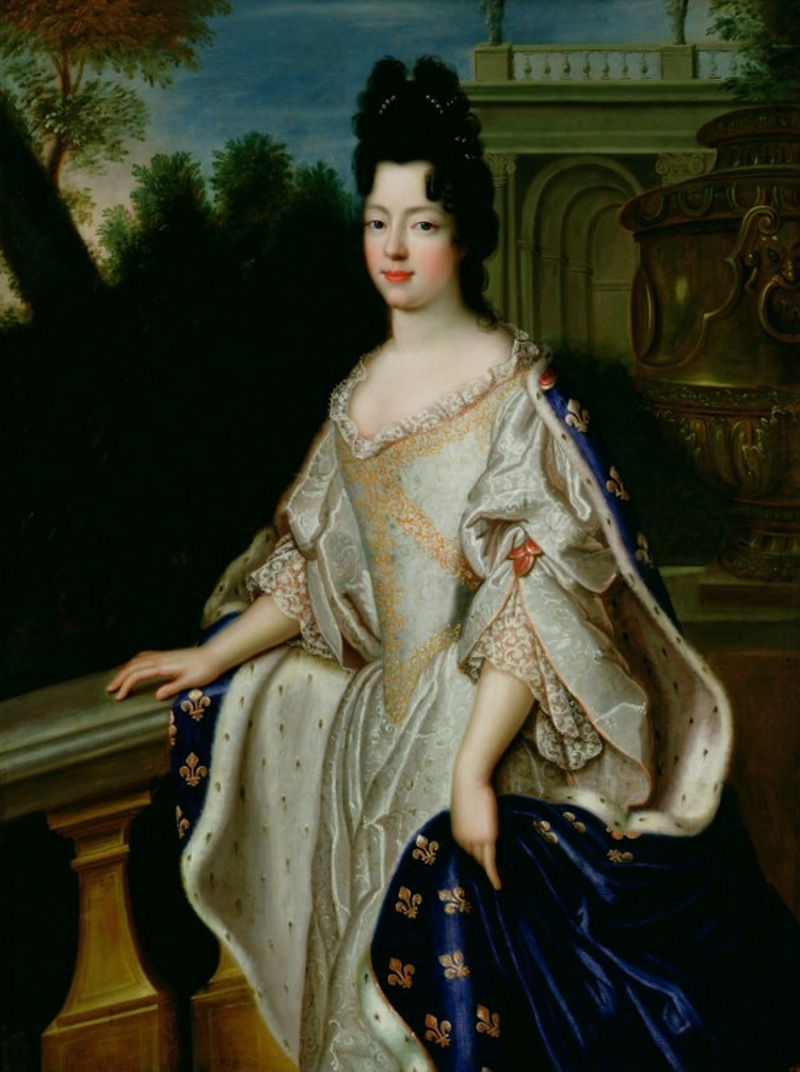
Анонім початку 18 ст. «Марі-Аделаїда Савойська»